# Ángel García Hernández
 (décembre 2022).
Si vous disposez d'ouvrages ou d'articles de référence ou si vous connaissez des sites web de qualité traitant du thème abordé ici, merci de compléter l'article en donnant les références utiles à sa vérifiabilité et en les liant à la section « Notes et références ».
Pour les articles homonymes, voir Ángel García et García.
Ángel García Hernández est un officier espagnol connu pour son rôle dans le Soulèvement de Jaca.  

## Biographie
Ángel García est capitaine dans le 19e régiment d'artillerie de Galice en garnison à Jaca.  Avec d'autres capitaines Fermín Galán, Sediles Salvador, Luis Salinas et Miguel Gallo, il organise un soulèvement de la garnison, proclame la République et marche sur Huesca. 
La colonne est battue à quelques kilomètres de Huesca, les officiers passent en cour martiale, Fermín Galán et Angel Garcia Hernandez sont condamnés à la peine de mort. Le 14 décembre, un dimanche, les condamnés sont fusillés à côté des murs de la poudrière de Fornillos, à Huesca. Il a accepté l'aide spirituelle.
Les exécutions provoquent une grande émotion dans tout le pays, suscitant un sentiment antimonarchiste qui se répand comme une traînée de poudre, précipitant le cours des événements avec l'arrivée, quatre mois plus tard, de la Seconde République espagnole.
Tout au long de la Seconde République espagnole, Garcia Hernandez et Galán deviennent l'image des martyrs de la République.